# Język bretoński

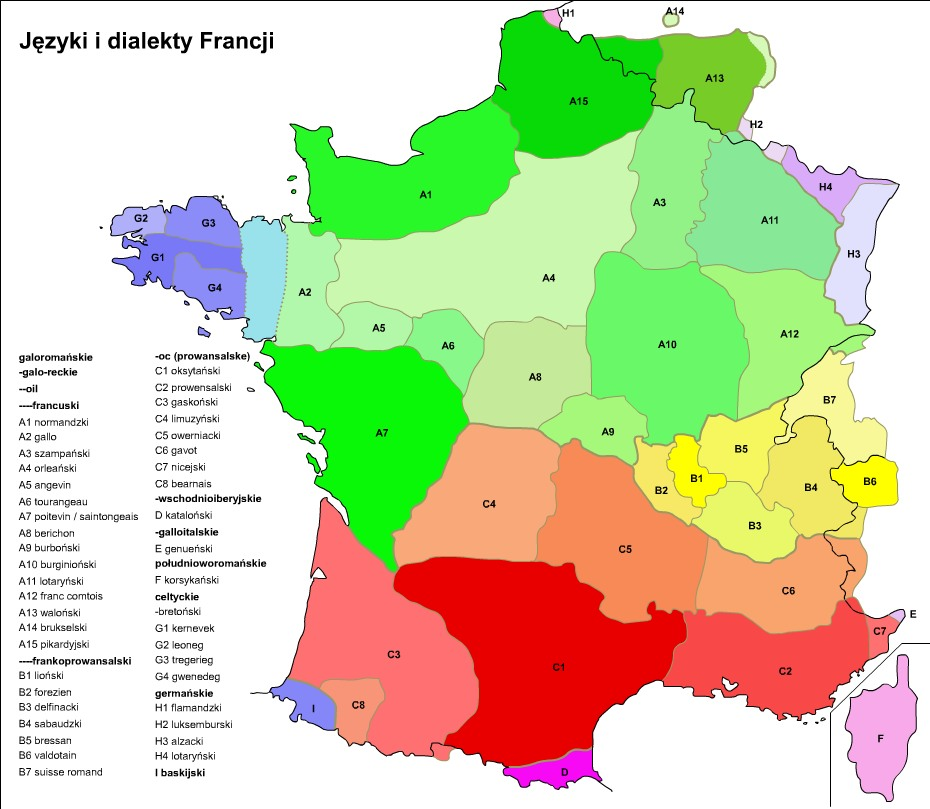
Języki i dialekty Francji

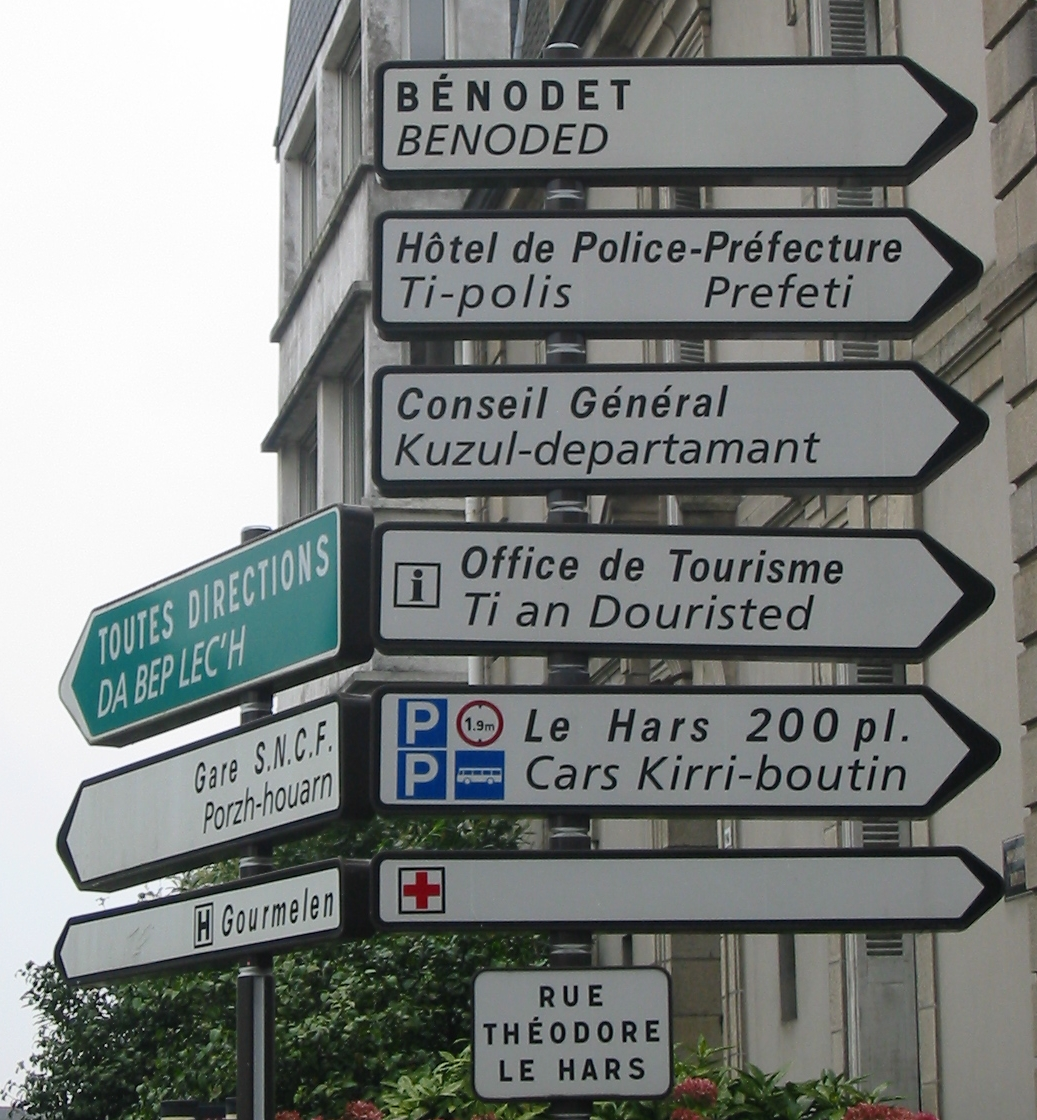
Dwujęzyczne drogowskazy w Quimper w Bretanii

Język bretoński (Brezhoneg) – język z grupy brytańskiej języków celtyckich. Posługuje się nim ponad 200 tys. Bretończyków, zamieszkujących dolną (zachodnią) Bretanię (północno-zachodnia Francja). Bretoński jest językiem p-celtyckim, podobnie jak pozostałe języki brytańskie, a także język galijski.
Uznany został przez państwo francuskie za tzw. język regionalny. Posiada cztery główne dialekty: kornwelski, leoński, treguirski i wanetejski. Najstarsze zabytki literatury w języku bretońskim pochodzą z IX wieku.

## Charakterystyka
Celtowie, z których języka rozwinął się później bretoński, przybyli do Bretanii w V–VI wieku n.e. z południowo-zachodniej Brytanii. Ich migracja była wymuszona najazdem germańskich Sasów. Język bretoński jest blisko spokrewniony z językiem kornijskim (kornickim), który rozwijał się w Kornwalii. Jeszcze w XII wieku mówiący tymi językami mogli się swobodnie porozumieć.
W historii języka bretońskiego postacią wybitną był Jean-François Le Gonidec (1775–1838), tłumacz Ewangelii, autor gramatyki bretońskiej i słownika bretońsko-francuskiego.
Według sondażu z kwietnia 1997, określano liczbę britofonów (osób mówiących po bretońsku) jako 240 tys. osób, co stanowiło 20% populacji na zachód od linii Paimpol-Vannes. Te statystyki nie zmieniały się od 1991, co tłumaczyło się postarzeniem populacji oraz wydłużeniem życia wśród osób starszych. Tylko 6% Bretończyków w wieku 40 lat mówi po bretońsku, a jeśli bada się młodzież poniżej 20 roku życia, jest ich tylko 1%. Środowisko aktywistów bretońskich oraz osób mieszkających na wschód od linii Paimpol-Vanne w ogóle nie pojawia się w statystykach.
Sondaż (z 2007) określa ich liczbę na 206 tys. osób.
Ze względu na niewielką liczbę dzieci mówiących w tym języku, raport UNESCO z 1993 zaklasyfikował bretoński jako język poważnie zagrożony.
BRETOŃSKI -  INFOTABELA ZBIORCZA
| Kategoria            | Opis |
| -------------------- | --- |
| Nazwa języka         | Bretoński |
| Autonim              | brezhoneg |
| Rodzina językowa     | Indoeuropejska > Celtycka > Brytańska |
| Region występowania  | Bretania (zachodnia część Francji) |
| Współrzędne (WGS84)  | 48.5° N, 3.0° W (Bretania) |
| Liczba użytkowników  | Około 200 000 |
| Użytkownicy          | Bretończycy, ludność celtyckiego pochodzenia, tradycyjnie zajmująca się rolnictwem, rybołówstwem, a obecnie także turystyką i kulturą regionalną |
| Status języka        | Mniejszościowy, zagrożony (wg UNESCO), używany w edukacji, kulturze, mediach regionalnych                                                        |
| Pismo                | Alfabet łaciński |
| Cechy fonetyczne     | Obecność spółgłosek nosowych, brak dźwięku [h], akcent na ostatniej sylabie                                                                      |
| Gramatyka            | - Przypadki: brak wyraźnego systemu przypadków                                                                                                   |
|                      | - Różnicowanie rodzaju gramatycznego (męski, żeński)                                                                                             |
|                      | - Mutacje spółgłoskowe |
| Przykładowe słowa    | - Dzień dobry: "Demat" |
|                      | - Dziękuję: "Trugarez" |
|                      | - Tak: "Ya", Nie: "Nann" |
| Historia i rozwój    | - Wywodzi się z języka wspólnego z kornijskim i walijskim                                                                                        |
|                      | - Przybył do Bretanii w wyniku migracji Celtów z Wielkiej Brytanii                                                                               |
| Dialekty             | - Gwenedeg (wanetejski) |
|                      | - Kerneveg (kornwelski) |
|                      | - Leoneg (leoński) |
|                      | - Tregerieg (treguirski) |
| Etapy rozwoju języka | - Praindoeuropejski (język przodków wszystkich języków indoeuropejskich)                                                                         |
|                      | - Praceltycki (język wspólny dla wszystkich języków celtyckich)                                                                                  |
|                      | - Prabrytański (język wspólny przodków bretońskiego, walijskiego i kornijskiego)                                                                 |
|                      | - Starobretoński (IX–XII w., forma bretońskiego z okresu średniowiecza, silnie zróżnicowana regionalnie)                                         |
|                      | - Średniobretoński (XIII–XVII w., okres największych zmian w gramatyce i fonetyce)                                                               |
|                      | - Nowobretoński (od XVIII w., kodyfikacja i zbliżenie do współczesnej formy)                                                                     |
| Organ regulujący     | Ofis Publik ar Brezhoneg (Publiczne Biuro ds. Języka Bretońskiego)                                                                               |
| Kody języka          | - ISO 639-1: br |
|                      | - ISO 639-2/3: bre |
|                      | - Glottolog: bret1244 |
|                      | - Linguasphere: 50-ABB-b (odmiany: 50-ABB-ba do -be)                                                                                             |
| Inne informacje      | - Wspierany przez organizacje promujące język, np. Diwan (system szkół)                                                                          |
|                      | - Znaczenie w kulturze i folklorze Bretanii |